# Jean Legaret
Pour les personnes ayant le même patronyme, voir Legaret.

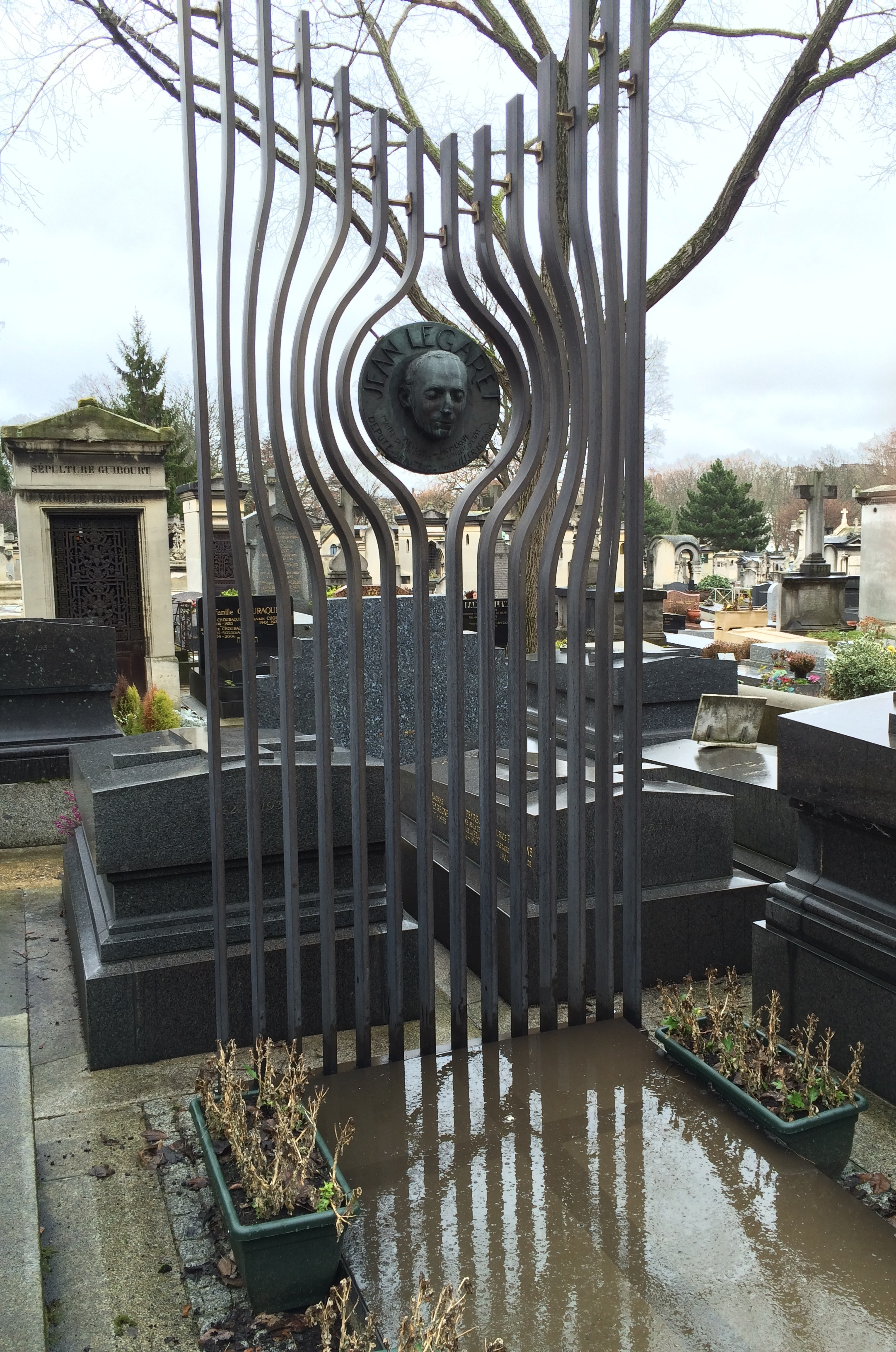
Sépulture de Jean Legaret au cimetière du Montparnasse (div. 10) à Paris.

Jean Legaret, né le 29 août 1913 à Ambert et mort le 16 février 1976 à Paris, est un homme politique français, député et sénateur élu à Paris.

## Origines et études
Jean Legaret est le fils d’un professeur d’histoire, devenu plus tard inspecteur général de l’enseignement.
Ayant consacré sa thèse à une étude du juriste et homme politique Paul-Louis Target, Jean Legaret est diplômé d’un doctorat en droit en 1936. Il est également licencié en lettres et diplômé de l’École libre des sciences politiques.
Il est mobilisé comme lieutenant de cavalerie durant la Seconde Guerre mondiale. Il est fait prisonnier de guerre puis entre dans la Résistance.

## Carrière professionnelle
En 1946, il entre au Conseil d’État comme Auditeur avant de devenir maître des requêtes.
Il est parallèlement professeur à l’École des Hautes études commerciales (HEC), tout en suivant les enseignements de l’École supérieure de guerre.
De 1950 à 1952, il est conseiller technique au cabinet du ministre de la Défense nationale puis président du Conseil, René Pleven.
En janvier 1952, il entre au cabinet de François Mitterrand comme conseiller technique puis de nouveau rejoint René Pleven, ministre de la Défense nationale, à partir de mars 1952.

## Carrière politique
Jean Legaret est candidat du Rassemblement des gauches républicaines aux élections législatives partielles des 22 juin et 6 juillet 1952 dans la deuxième circonscription du département de la Seine où il tente de succéder au député RPF Louis Pasteur Vallery-Radot. Au second tour, Jean Legaret est élu avec 64,7 % des suffrages exprimés contre le candidat communiste Gaston Auguet.
Jean Legaret est alors nommé secrétaire de la Commission du travail et de la sécurité sociale de la chambre des députés. Il siège alors avec les Indépendants et paysans d'action sociale (groupe parlementaire du CNI) et est à l’origine de dix-huit propositions de lois et quatre propositions de résolution. Il se prononce notamment en faveur du projet de Communauté européenne de défense (CED) mais s’abstient lors du vote des accords de Londres qui mettent un terme à l’occupation de l’Allemagne et lors du vote des accords de Paris qui permettent le réarmement de la RFA et son entrée dans l'OTAN.
Le 26 avril 1953, il se fait également élire conseiller municipal de Paris et conseiller général de la Seine. En 1953 et 1954, il est vice-président du Conseil municipal de Paris.
En 1956, il n’est pas réélu lors des élections législatives.
En novembre 1958, il se présente comme indépendant dans la nouvelle première circonscription de la Seine et est élu. Battu en 1962 et 1967, il devient sénateur de Paris le 22 septembre 1968. Il meurt en cours de mandat le 16 février 1976.
Son fils Jean-François Legaret deviendra en 2000 le maire du 1er arrondissement de Paris.

## Distinctions
Jean Legaret est chevalier de la Légion d'honneur, Croix de guerre 1939-1945 et Croix du combattant volontaire de la Résistance.